# Чжун'юе (храм)
Чжун'юе (кит.: 中岳庙, піньінь: Zhōngyuè miào) — старовинний даоський храм біля священної гори Суншань в китайській провінції Хенань. Як складова частина Історичних пам'ятників Денфен в «Центрі Неба та Землі» у 2010 році увійшов до переліку Світової спадщини ЮНЕСКО. На сьогодні є важливим центром даосизму і місцем паломництва.

## Історія
За часів династії Цінь місце, на якому стоїть храм, було облаштовано для поклоніння боговігори Суншань. Першу невеличку будову зведено у 110 році до н. е. за ініціативи імператора У-ді з династії Хань, який дав храмові назву Тайші. Він заборонив також вирубувати навколо ліси. Згодом надав храмові статус святині. У 118 році н. е. за наказом імператора Ань-ді зведено біля храму додаткові будову, що значно його прикрасили.
В часи періоду Північних та Південних династій храм Чжун'юе стає центром даосизму, а саме в часи правління династії Північна Вей. В цей період зветься храмом Уюе.
У 664 році зведено одне х одним 10 будівель. Після відвідання храму імператрице. У Цзетянь у 688 році почалося піднесення цього храму. У 696 році отримує теперішню назву. Незважаючи на політичні зміни зростання могутності Чжун'юе тривало з часів династії Тан до середини династії Сун. На 1013 рік на території комплексу розташовувалося 900 різних будівель. Після цього зростання припинилося.
У 1644 році під час повстання Лі Цзичена велика пожежа зруйнувала його дощенту, в результаті чого значну частину будівль було зруйновано. Сьогодні існуючі будівлі відремонтовані та збудовані у 2-й пол. XVII — напочатку XVIII ст. за наказом імператорівз династії Цін. Особливо значна реконструкція відбулася у 1730-х роках за ініціативи імператоря Цянлуна. Останній у 1750 році відвідав храм. присвятивши йому вірша.
Урядом КНР у 2001 році храм визнано головним центром даосизму та національним надбанням. У 2010 увійшов до переліку Всесвітньої спадщини ЮНЕСКО в Китаї.

## Опис
Розташовано біля підніжжіяпіку Хуангай (黄盖), розташований між містами Лоян (80 км) і Чженчжоу(70 км) міського округу Денфен (провінція Хенань), на відстані 4 км від м. Денфен. Це найбільший давній діючий комплекс в країні. Він завдовжки 650 м і завширшки 166 м, займає площу майже в 110 тис. м2. Загалом тут 400 різних будівель, з 11 є основними. Вони розташовані уздовж центральної осі. З півдня на північ тягнуться: брама Чжунхуа (中华门, Перші Ворота Китаю), павільйон Яошень, павільйон Тяньцзун, меморіальна арка Пейтяньцзочжень (配天作镇坊), ворота Чуншен (崇圣门, Святі ворота), ворота Хуасань (化三门, Потрійні ворота), ворота Цзуньцзі (峻极门), арка Сунгаоцзуньцзі (嵩高峻极坊, Блискуча площа Цзуньцзі), палац Цзуньзці, храм Чжун'юе-ціньдянь (中岳寝殿), імператорська лабораторія (御书楼).
Вхід до храму починаєтьсяз Брами Чунхуа. Вона тривалий час була дерев'яною. На ній розташовувалася табличказ написом «Перші серед брам священних гір». У 1942 році замість неї створено цегляну. Північніше Чунхуа розташовано павільйон Яошень. Він має восьмикутну форму з 8 карнизами, прикрашених тонким різьбленням і барвистими картинами. У стародавні часи цей павільйон був священним місцем для відвідувачів, що поклонялися богові гори Суншань.
Позаду павільйону Яошень міститься павільйон Тяньцзун (Центральне Небо). Його назва походить від китайської приказки «Гора Суншань знаходиться під центральним небом». Основа даху прикрашена плитками зеленого кольору, має також різьблені балки і пофарбовані стовпи, що надає будівлі чарівності.
На схід від воріт Чуншен розташовані склади Гущень, з 4 сторін якого стоять залізні людські фігури заввишки 3 м і вагою 3 т — "Хранителі складу Гушен"ь. Їх створено у часи династії Північна Сун.
Перед палацом Цзуньцзі розташовані ворота з такою ж назвою. Перед самим палацом стоять 2 Небесні володарі з 2 кам'яними левами. На схід від палацу стоїть кам'яний стіл заввишки 2,82 м. За легендою його було створено в часи династії Північна Вей у 456 році. Поруч з воротами Цзуньцзі розташовано 4 споруди, що символізують 4 священні гори Китаю (в додаток до Суншань). На схід від воріт в часи династії Мін у 1604 році поставлено табличку, де йдеться до П'ять священних гір.
Палац Цзуньцзі є головною будівленю храмового комплексу Чжун'юе. Палац стоїть на 3-метровій платформі, до якої ведуть сходи. По центру сході вигравійовані дракони. По центру стелі палацу також зображено дракона. До нього також веде арка Сунгаоцзуньцзі. Цю арку зведено в часи династії Цін. Віризняється жовтою черепицею, багатою різьбою та вишуканістю. Від палацу Цзуньцзі прохід йде до головної зали храму Чжун'юе.
За палацом Цзуньцзі розташовано храм Чжун'юе-ціньдянь. В часи Мін у 1480 році проведено його реконструкцію. У 1736 році за наказом імператора Цянлуна було відновлено після пожежі. Найбільш значущим тут є храмова зала, де присутні величні статуї зрожевого та сандалового дерева.
Окремо розташовано храм Лунван (龙王庙, Храм правителя Дракона). Це діючий даоський храм. тут стоїть статуя дракона, зображення якої яскраве, величне і реалістичне. В дорі храму розташовані помешкання науково-дослідний центр вивчення внутрішньої алхімії (Цзін і фен-шуй).
Окрім будівель в комплексі присутні численні рослини. Найзначущими є кипариси, яких росте більш ніж 2900, з яких 330 посаджені в період між династіями Хань і Цін. Близько 2600 посаджені в часи існування КНР.
На територію храму щороку в десятий день третього місяця і десятий день десятого місяця за китайським місячним календарем відбувається ярмарок. Тут влаштовують вистави: Танок Вогняного Дракона та Танок Лева. також продають різні лікарські та «магічні» засоби.

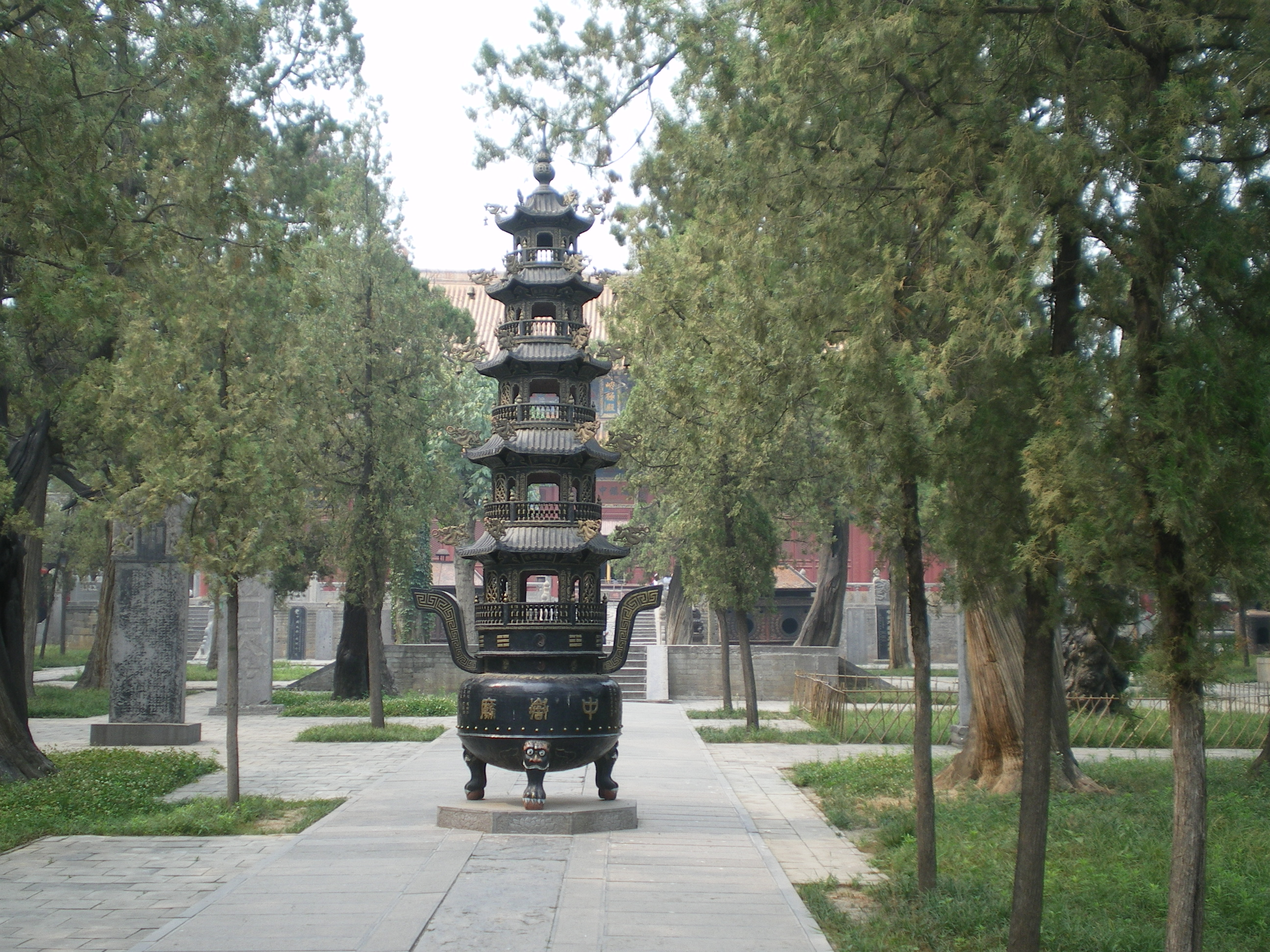
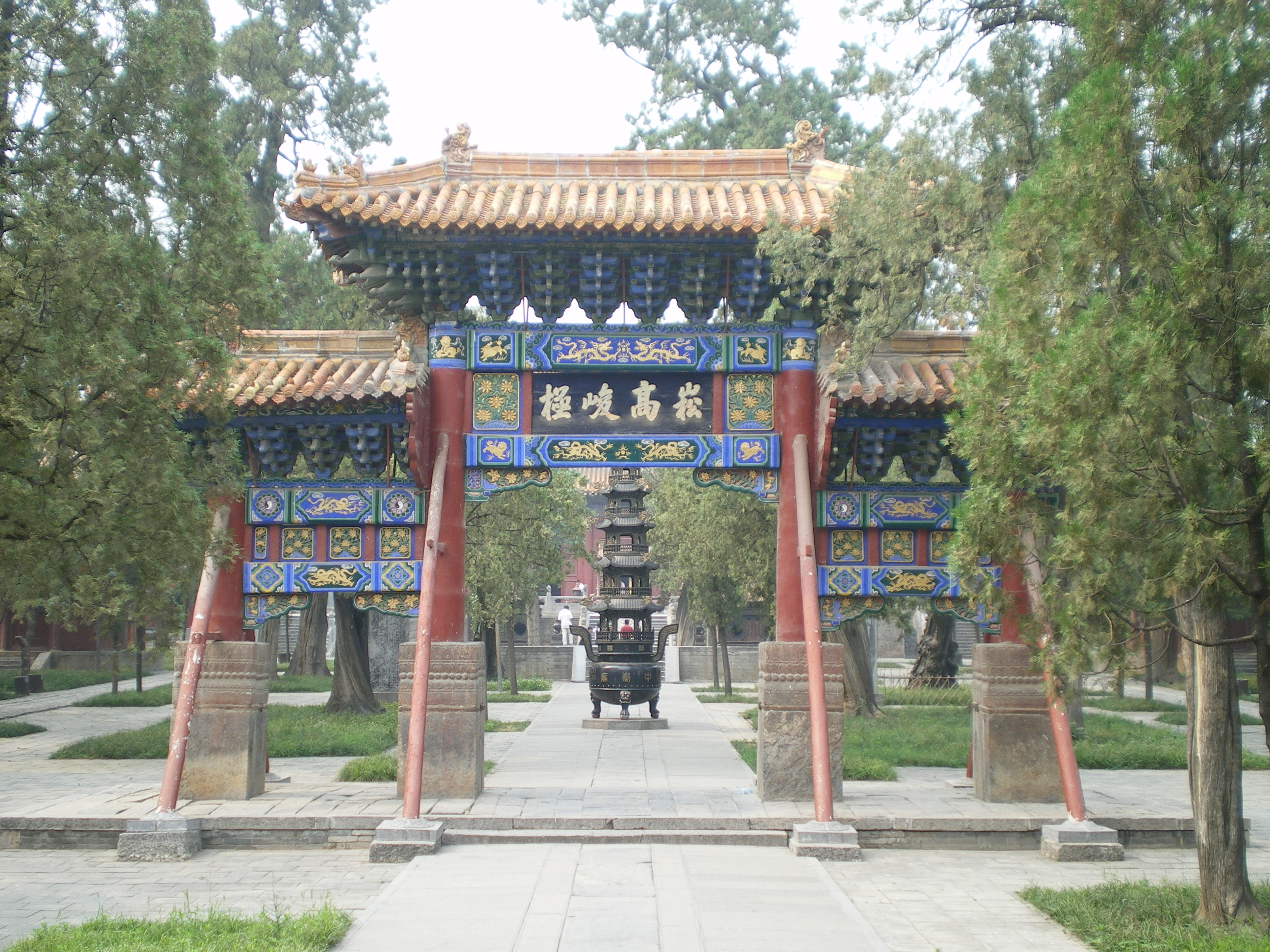
арка Сунгаоцзуньцзі
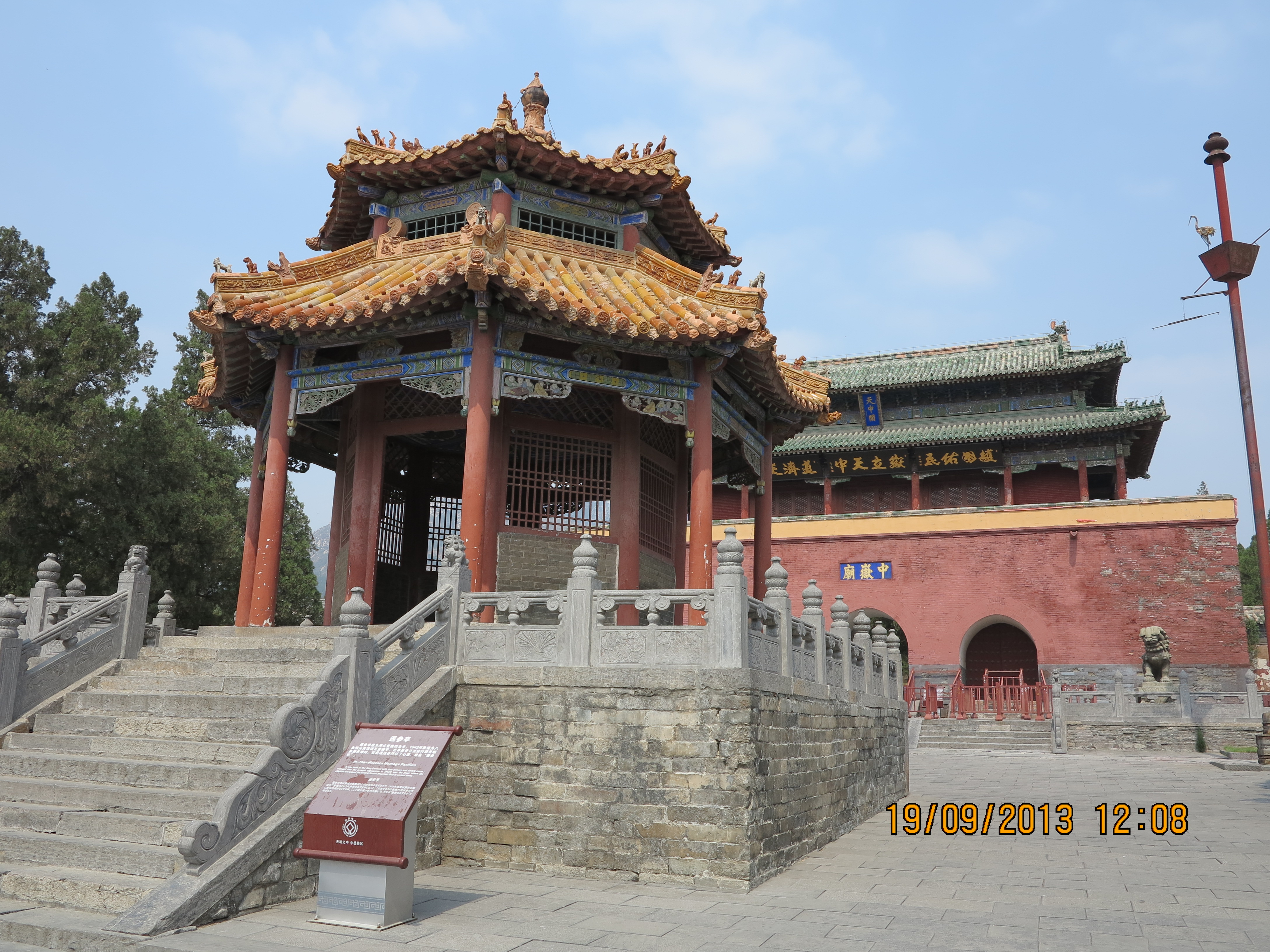
Храм Чжун'юе
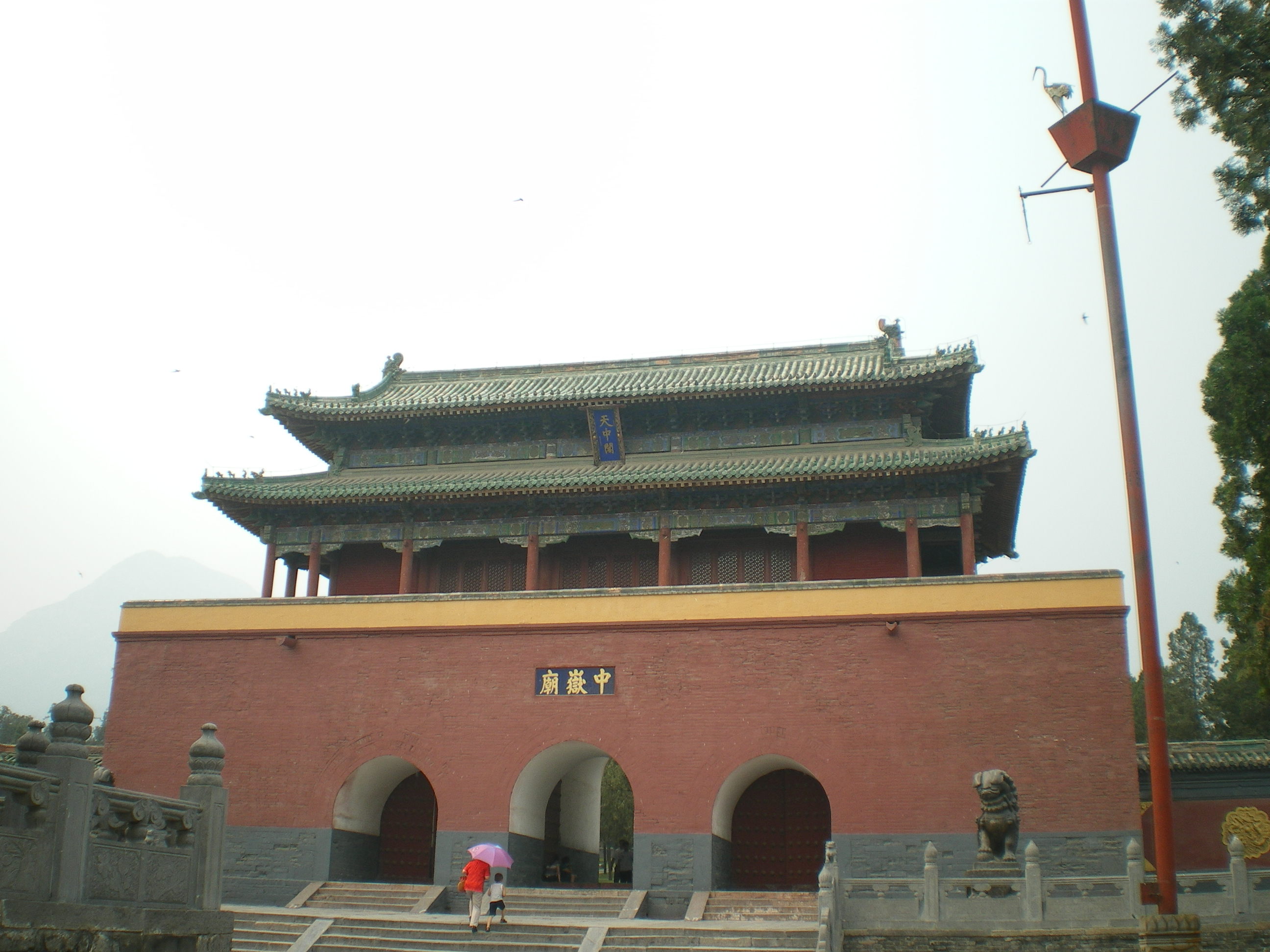